# Rogelio Buendía Manzano
Rogelio Buendía Manzano (Huelva, 14 de febrero de 1891-Madrid, 27 de mayo de 1969) fue un poeta español perteneciente a la generación del 27 y doctor en Medicina.

## Biografía
Rogelio nace en Huelva y fue el último hijo de los cinco que tuvo el matrimonio formado por el insigne novelista Rogelio Buendía Abreu y María Dolores Manzano, con la cual contrajo matrimonio en 1890. Después de cursar los estudios de bachillerato en el Instituto General y Técnico de Huelva, decide doctorarse en Medicina. Contrae matrimonio con la onubense María Luisa Muñoz de Vargas.
Ejerciendo la medicina, funda en Huelva el Dispensario Antituberculoso, del que fue su director.
Rogelio Buendia vivió su primer plano en la política cultural de su ciudad, dirigiendo revistas literarias como Renacimiento y Centauro de Huelva, y colaboró asiduamente en las vanguardistas Los Quijotes, Tableros, Grecia, Cervantes, Ultra, Horizonte, Alfar y Papel de Aleluyas. Sus tres primeros libros poéticos se incardinan dentro del modernismo: El poema de mis sueños (1912), Del bien y del mal (1913) y Nácares (1916); pero con su libro La rueda de color (1923), donde acogía poemas ya publicados, se situó en el ultraísmo. Este libro le permitió entrar en contacto con Fernando Pessoa, de quien será el primer traductor al español. Pessoa escribió sobre este libro:

«El arte de Rogelio Buendía, medio moderna, medio japonesa, huella en versos contemporáneos, del espíritu miniaturista de los haikais, embriagó un momento lo que sueña en mí. Sin duda, que el alma de lo fútil, de lo transitorio -que siente que lo es- llena de sueño la realidad de su inspiración impresionista. Hay una razón para esto como la había para lo contrario (...) Guardo de La rueda de color una absurda impresión de Oriente, probablemente verdadera. Soy un occidental extremo, para quien el Oriente comienza en España. Soy también lo contrario de esto: un occidental extremo para quien, súbdito del mar y del cielo, no hay frontera ninguna».

En julio de 1927 ve la luz en Huelva, el primer número de la publicación "Papel de aleluyas", estando su comité directivo formado entre otros por Rogelio Buendia, Adriano del Valle y Fernando Villalón.
En la línea neopopular y gongorista se sitúa Guía de jardines (1928). Un paso más en la trayectoria de vanguardia supone Naufragio en tres cuerdas de guitarra, próximo al surrealismo. Tras su sexto libro de poemas, Buendía no volvió a publicar libros, aunque su nombre sigue figurando en varias revistas: Frente Literario, Hoja Literaria, Hojas de Poesía, Isla, Noroeste, Presencia y Ardor. 
Al acabar la guerra fue desposeído de sus cargos profesionales. Publicó algunos textos en Garcilaso, Poesía Española, Fantasía, Espadaña, Cuadernos Literarios, Estilo... Siguió escribiendo hasta su muerte, pero ya sin apenas publicar, apartado del mundo literario. Será esta una poesía neopopular, que no desdeña incurrir en el costumbrismo ni en el sentimentalismo. Desde 1946 hasta su jubilación ocupó en Elche la plaza de médico titular. También escribió dos novelas cortas: La casa en ruinas (1913) y La dorada mediocridad (1923).
Los últimos días de su vida los pasó en Madrid.

## Obra poética
- El poema de mis sueños. Madrid, Pueyo, 1912.
- Del bien y del mal. Madrid, Suc. de Hernando, 1913.
- Nácares. Sevilla, Talleres gráficos Joaquín López Arévalo, 1916.
- La rueda de color. Huelva, Imprenta Muñoz, 1923.
- Guía de jardines. Huelva, Papel de Aleluyas, 1928.
- Naufragio en tres cuerdas de guitarra. Sevilla, Imprenta de Manuel Carmona, 1928.
- Obra poética de vanguardia. Ed. José María Barrera, Huelva, Diputación, 1995.
- Poemas, coplillas y elegías. Ed. Ana Ávila y José María Barrera, Málaga, Unicaja, 1996.
- Poesía inédita y dispersa. Ed. Ana Ávila y José María Barrera, Huelva, Diputación Provincial, 1999.
- El espejo irisado (antología poética). Huelva, La Voz de Huelva, 1999.